# Slovenska popevka 2001
Slovenska popevka 2001 je potekala 7. julija na Ljubljanskem gradu. Povezovala sta jo Vita Mavrič in Jani Kovačič.

## Tekmovalne skladbe
Strokovna komisija (Miha Vardjan, Đuro Penzeš, Jure Robežnik in Ivo Umek) je izmed 118 prispelih skladb za festival izbrala naslednjih 16:
| #   | Izvajalec          | Naslov pesmi              | Avtor glasbe     | Avtor besedila                                | Avtor aranžmaja |
| --- | ------------------ | ------------------------- | ---------------- | --------------------------------------------- | --------------- |
| 1.  | Majda Arh          | Še tisoč let              | Majda Arh        | Majda Arh                                     | Lojze Krajnčan  |
| 2.  | Damjana Golavšek   | Naj vsem ljudem se dogodi | Karel Novak      | Zvezdana Majhen                               | Gregor Forjanič |
| 3.  | Polona Furlan      | Vse si hotel samo zase    | Danilo Kocjančič | Drago Mislej                                  | Marino Legovič  |
| 4.  | Botri              | Pot do srca               | Ervin Smisl      | Janko Smisl                                   | Primož Grašič   |
| 5.  | Oto Pestner        | Dal bi ti vse             | Oto Pestner      | Božidar Hering                                | Primož Grašič   |
| 6.  | Kalamari           | Popoldne                  | Franci Čelhar    | Drago Mislej                                  | Patrik Greblo   |
| 7.  | Folkrola           | Danes                     | Samo Javornik    | Samo Javornik                                 | Jani Golob      |
| 8.  | Petovio            | Ob meni si                | Boštjan Grabnar  | Urša Vlašič                                   | Lojze Krajnčan  |
| 9.  | Ana Dežman         | Rada bi                   | Patrik Greblo    | Miša Čermak                                   | Patrik Greblo   |
| 10. | Darja Švajger      | Vedno, ko pogrešam te     | Matjaž Vlašič    | Urša Vlašič                                   | Lojze Krajnčan  |
| 11. | Slavko Ivančić     | Nisem jaz                 | Sašo Fajon       | Drago Mislej                                  | Patrik Greblo   |
| 12. | Foxy Teens         | Prva ljubezen             | Boštjan Groznik  | Boštjan Groznik, Robert Celestina, Miki Šarac | Mojmir Sepe     |
| 13. | Irena Vidic        | Vrni mi življenje         | Janez Repnik     | Dušan Velkaverh                               | Lojze Krajnčan  |
| 14. | Katrinas           | Letim                     | Rok Golob        | Primož Peterca                                | Rok Golob       |
| 15. | Alenka Godec       | Sreča                     | Blaž Jurjevčič   | Alenka Godec                                  | Lojze Krajnčan  |
| 16. | Aleksandra Čermelj | Misli le name             | Aleksander Maraž | Aleksander Maraž                              | Patrik Greblo   |

## Seznam nagrajencev
Nagrada občinstva za najboljšo skladbo v celoti
- Prva ljubezen (Boštjan Groznik/Groznik, Robert Celestina, Miki Šarac) – Foxy Teens

Rezultati telefonskega glasovanja (44.068 glasov):
| Mesto              | 1.                       | 2.                 | 3.                 | 4.                                  | 5.                               | 6.                                   | 7.                        | 8.             | 9.                | 10.                      | 11.            | 12.                    | 13.                | 14.               | 15.                           | 16.                                        |
| ------------------ | ------------------------ | ------------------ | ------------------ | ----------------------------------- | -------------------------------- | ------------------------------------ | ------------------------- | -------------- | ----------------- | ------------------------ | -------------- | ---------------------- | ------------------ | ----------------- | ----------------------------- | ------------------------------------------ |
| Izvajalec in pesem | Foxy Teens Prva ljubezen | Ana Dežman Rada bi | Petovio Ob meni si | Darja Švajger Vedno, ko pogrešam te | Aleksandra Čermelj Misli le name | Polona Furlan Vse si hotel samo zase | Oto Pestner Dal bi ti vse | Katrinas Letim | Kalamari Popoldne | Slavko Ivančić Nisem jaz | Folkrola Danes | Majda Arh Še tisoč let | Alenka Godec Sreča | Botri Pot do srca | Irena Vidic Vrni mi življenje | Damjana Golavšek Naj vsem ljudem se dogodi |
| Št. glasov         | 11539                    | 5328               | 5180               | 2842                                | 2546                             | 2472                                 | 2038                      | 2025           | 1987              | 1955                     | 1534           | 1045                   | 598                | 479               | 393                           | 392                                        |

Nagrada strokovne žirije za najboljšo skladbo v celoti
- Letim (Rok Golob/Primož Peterca) – Katrinas

Člani strokovne žirije: Ivo Umek, Đuro Penzeš, Jure Robežnik in Miha Vardjan.
Nagrada za besedilo
- Drago Mislej za pesem Nisem jaz (Slavko Ivančić)

Nagrada za aranžma
- Patrik Greblo za pesem Rada bi (Ana Dežman)

Nagrada za izvajalca
- Slavko Ivančić (Nisem jaz)

Nagrada za debitanta
- Irena Vidic (Vrni mi življenje)